# 洪遒
洪遒（1913年—1994年），原名章鸿猷，字大冬，笔名何为贵、蔚夫等，男，浙江绍兴人，生于杭州，中国作家、电影事业家，中国电影家协会常务理事，珠江电影制片厂原副厂长。